# Susanne Veltins

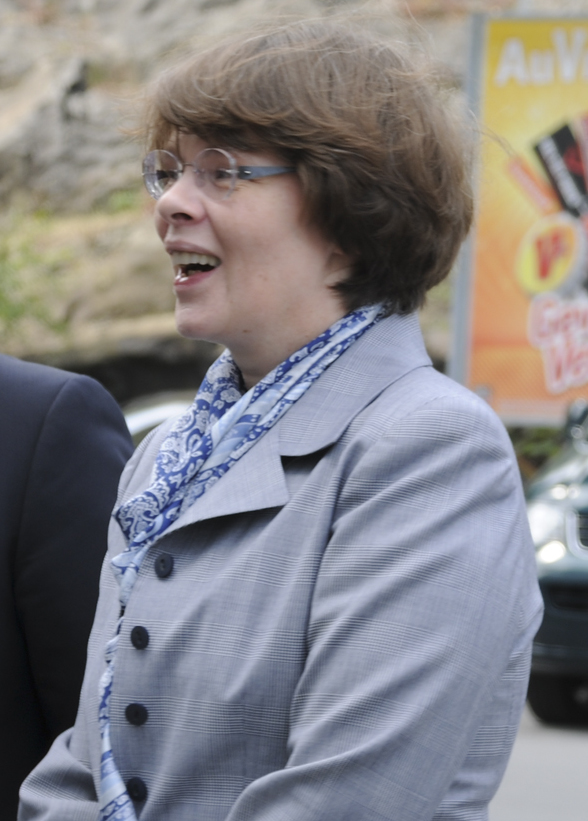
Susanne Veltins (2011)

Susanne Veltins (* 22. März 1960 in Grevenstein) ist eine deutsche Unternehmerin.

## Leben
Susanne Veltins ist die Tochter der Brauereibesitzerin Rosemarie Veltins. Sie hat zwei Geschwister, Frauke und Carl-Clemens. Nach einer Ausbildung als Bankkauffrau studierte Veltins Rechtswissenschaften. Ab 1993 sammelte sie berufliche Erfahrungen in der elterlichen Veltins-Brauerei. Nach dem Krebstod ihrer Mutter am 30. April 1994 übernahm sie die Firmenleitung. Nach dem Tod ihres Stiefvaters 1999 wurde sie zur alleinigen Gesellschafterin. Sie führt das 1824 gegründete Unternehmen, das seit 1852 im Familienbesitz ist, in der 5. Generation.
Susanne Veltins heiratete 2001 den Architekten Peter Oser. Er verstarb überraschend am 22. August 2024. Das für September 2024 geplante Mitarbeiterfest zum 200-jährigen Bestehen der Brauerei wurde um ein Jahr verschoben. 
Am 22. August 2023 wurde sie mit dem Verdienstorden des Landes Nordrhein-Westfalen ausgezeichnet.